# Liste du patrimoine mondial en Tanzanie
Cet article recense les sites inscrits au patrimoine mondial en Tanzanie.

## Statistiques
La Tanzanie (membre de l'UNESCO sous le nom et la graphie de « République-Unie de Tanzanie ») ratifie la Convention pour la protection du patrimoine mondial, culturel et naturel le 2 août 1977. Le premier site protégé est inscrit en 1979. Le pays a connu 2 mandats au Comité du patrimoine mondial : de 1985 à 1991, et de 2015 à 2019.
En 2020, la Tanzanie compte 7 sites inscrits au patrimoine mondial, 3 culturels, 3 naturels et 1 mixte.
Le pays a également soumis 5 sites à la liste indicative, 2 culturels et 3 naturels.

## Listes

### Patrimoine mondial
Les biens tanzaniens suivants sont inscrits au patrimoine mondial au début 2024. Les noms sont ceux utilisés par l'UNESCO.
| Id.  | Bien                                       | Région(s)                              | Année | Superficie (ha) | Critères et notes | Coordonnées                                                     | Illus. |
| ---- | ------------------------------------------ | -------------------------------------- | ----- | --------------- | --- | --------------------------------------------------------------- | ------ |
| 156  | Parc national du Serengeti                 | Arusha, Mara, Shinyanga                | 1981  | 1 476 300       | Naturel, (vii), (x) | 2° 19′ 59″ sud, 34° 34′ 01″ est                                 |        |
| 403  | Parc national du Kilimandjaro              | Kilimandjaro                           | 1987  | 75 575          | Naturel, (vii) | 3° 04′ 01″ sud, 37° 22′ 01″ est                                 |        |
| 199  | Réserve de gibier de Sélous                | Lindi, Morogoro, Mtwara, Pwani, Ruvuma | 1982  | 5 120 000       | Naturel, (ix), (x) Inscrit en 1982, les limites du bien sont légèrement modifiées en 2012. Il est considéré comme en péril depuis 2014. | 9° 00′ sud, 37° 24′ est                                         |        |
| 144  | Ruines de Kilwa Kisiwani et de Songo Mnara | Lindi                                  | 1981  |                 | Culturel, (iii) Le bien comprend deux sites distincts : Kilwa Kisiwani et Songo Mnara | 8° 57′ 35″ sud, 39° 29′ 46″ est 9° 02′ 23″ sud, 39° 33′ 06″ est |        |
| 1183 | Sites d'art rupestre de Kondoa             | Kondoa                                 | 2006  | 233 600         | Culturel, (iii), (vi) | 4° 43′ 26″ sud, 35° 50′ 02″ est                                 |        |
| 173  | Ville de pierre de Zanzibar                | Unguja Ville et Ouest                  | 2000  | 96              | Culturel, (ii), (iii), (vi) | 6° 09′ 47″ sud, 39° 11′ 20″ est                                 |        |
| 39   | Zone de conservation de Ngorongoro         | Arusha                                 | 1979  | 809 440         | Mixte, (iv), (vii), (viii), (ix), (x) Inscrit initialement comme exclusivement naturel, le bien est étendu en 2010 afin d'ajouter un critère culturel, en incluant le site de Laetoli. Il est par ailleurs considéré comme en péril entre 1984 et 1989. | 3° 11′ 13″ sud, 35° 32′ 28″ est                                 |        |

### Liste indicative
Les biens suivants sont inscrits sur la liste indicative de la Tanzanie au début 2024. Les noms fournis par la Tanzanie sont en anglais : les traductions en français sont données ici à titre indicatif.
| Id.  | Bien                                                      | Région(s)                                     | Année    | Critères et notes | Coordonnées | Illus. |
| ---- | --------------------------------------------------------- | --------------------------------------------- | -------- | --- | --- | ------ |
| 6739 | Art rupestre géométrique du lac Victoria                  |                                               | 2024     | Culturel, (iii), (vi) Proposition conjointe avec le Kenya et l'Ouganda. 46 sites en Tanzanie, regroupés en quatre zones : Musoma, Mwanza, Muleba et Bukoba | 1° 29′ 46″ sud, 33° 48′ 18″ est 2° 30′ 32″ sud, 32° 55′ 01″ est 1° 52′ 05″ sud, 31° 39′ 14″ est 1° 19′ 55″ sud, 31° 48′ 18″ est                                                         |        |
| 2085 | Forêts de l'Arc oriental de Tanzanie                      | Kilimandjaro, Tanga, Dodoma, Morogoro, Iringa | 2006     | Naturel | 6° 30′ sud, 36° 45′ est |        |
| 848  | Oldonyo Murwak (en)                                       | Kilimandjaro                                  | 1997     | Culturel, (ii), (iii), (iv), (vi) | 3° 22′ 01″ sud, 37° 03′ 00″ est |        |
| 849  | Parc national de Gombe Stream                             | Kigoma                                        | 1997     | Naturel | 4° 41′ 02″ sud, 37° 52′ 30″ est |        |
| 2095 | La route centrale des esclaves et du commerce de l'ivoire | 2006                                          | Culturel | Le bien comprend six sites : Bagamoyo, Mamboya, Mpwapwa (en), Kilimatinde (en), Kwihara et Ujiji.                                                          | 6° 31′ 07″ sud, 38° 53′ 59″ est 6° 16′ 34″ sud, 37° 05′ 19″ est 6° 21′ 00″ sud, 36° 29′ 00″ est 5° 51′ sud, 34° 57′ est 5° 05′ 43″ sud, 32° 47′ 41″ est 4° 54′ 40″ sud, 29° 40′ 30″ est |        |
| 6615 | Site paléontologique de Tendaguru                         |                                               | 2022     | Naturel, (vii), (viii) | 10° 03′ sud, 39° 07′ est |        |
| 850  | Zone de conservation Jozani - Chwaka Bay                  | Zanzibar                                      | 1997     | Naturel, (x) | 6° 13′ 59″ sud, 39° 24′ 14″ est |        |